# Techart
Techart (ou TechArt) est un préparateur automobile allemand basé à Leonberg, spécialisé exclusivement dans la marque Porsche, pour laquelle il propose des préparations esthétiques et mécaniques.

## Histoire
La marque est créée en 1987 par Thomas Behringer et Mathias Krauss. Ce préparateur propose des modifications pour tous les modèles Porsche, contrairement à d'autres qui proposent uniquement des kits basés sur la Porsche 911. La première préparation de la marque est celle pour une Porsche 928, avec propre kit de carrosserie. En 2023, leur dernière création est la GT Street R Flyweight, modèle basé sur la 992 Turbo S, orienté pour la piste et limité à 19 exemplaires seulement.

## Kits notables

### GT Street R
Ce kit est proposé pour la 911 Turbo S. Il comporte un capot en fibre de carbone, un pare-chocs avant retravaillé, mais également un ajout d'aileron à l'arrière. La voiture passe ainsi à 800 ch. En référence à l'année de création de la marque, la GT Street R est limitée à 87 exemplaires

#### GT Street RS

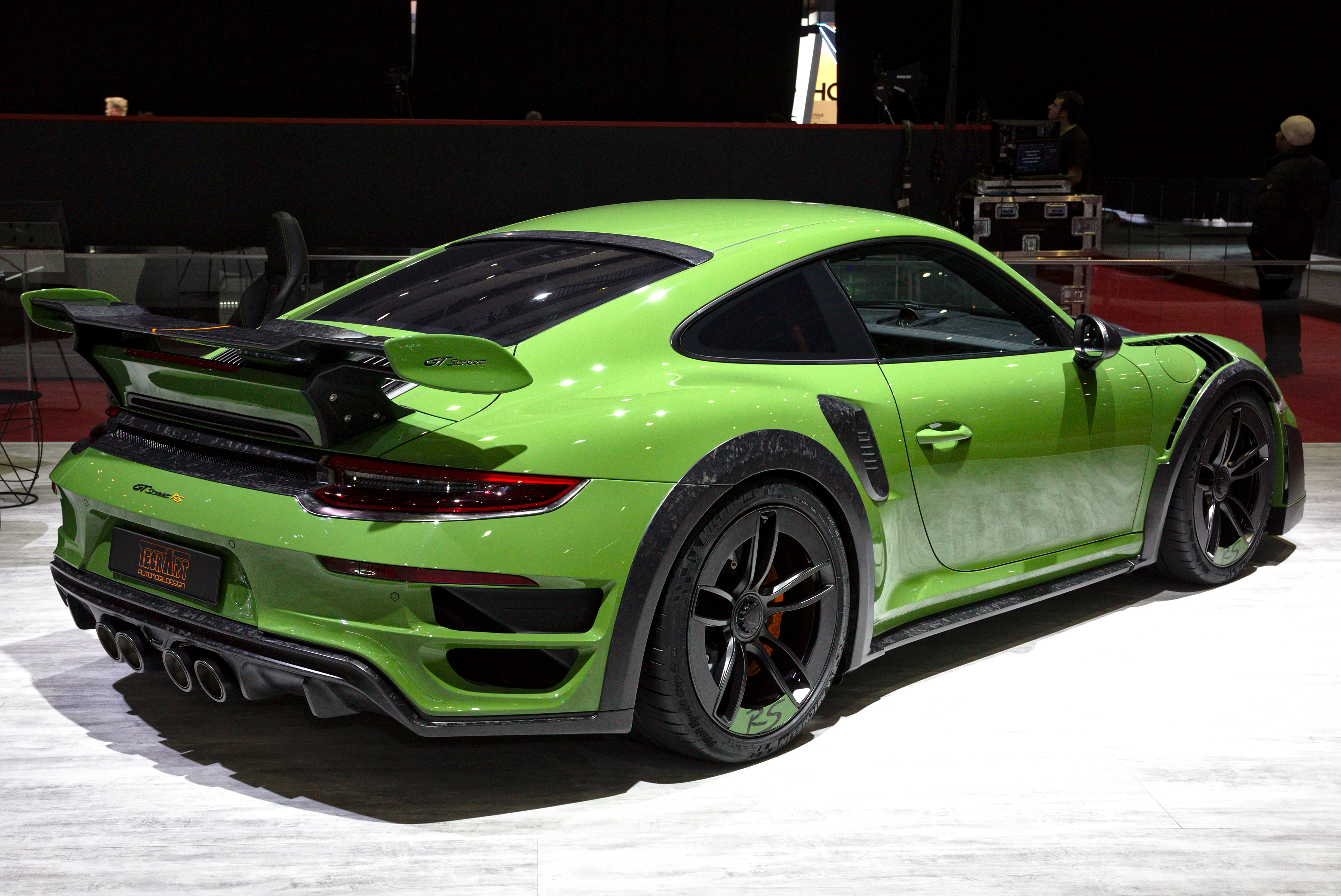
La GT Street RS au Salon international de l'automobile de Genève 2019.

Plus retravaillé que la GT Street R, la GT Street RS est basée sur la 991 Turbo S. Elle est dévoilée lors du Salon international de l'automobile de Genève 2019 et sera produite à dix exemplaires seulement.

### Magnum
Ce kit est basé sur le Porsche Cayenne. Le préparateur a dévoilé le kit « Magnum Sport 30 years » à l'occasion de ses 30 ans d'existence. Il comprend notamment un bouclier avant retravaillé et des feux arrière modifiés.